# Le Bateau qui mourut de honte
Pour plus de détails, voir Fiche technique et Distribution.
Le Bateau qui mourut de honte (titre original : The Ship That Died of Shame) est un film britannique réalisé par Basil Dearden, sorti en 1955.

## Synopsis
Parce qu'ils ont servi à bord de cette canonnière pendant la guerre, l'ancien premier maître et l'ancien capitaine sauvent ce bateau de la ferraille pour faire de la contrebande et alimenter le marché noir. Mais les cargaisons deviennent de moins en moins en rapport avec cela, allant jusqu'à faire traverser la Manche à des criminels en fuite. Une partie de l'équipage pense que les ennuis mécaniques qui deviennent de plus en plus courants sont une façon pour le bateau de refuser ce nouvel usage.

## Fiche technique
- Titre original : The Ship That Died of Shame
- Titre français : Le Bateau qui mourut de honte
- Titre américain : PT Raiders
- Réalisation : Basil Dearden
- Photographie : Gordon Dines
- Montage : Peter Bezencenet
- Musique : William Alwyn
- Scénario : John Whiting, Michael Relph, Basil Dearden
- Direction artistique : Bernard Robinson
- Costumes : Anthony Mendleson
- Son : Arthur Bradburn
- Producteur : Michael Balcon, Michael Relph
- Coproducteur : Basil Dearden
- Société de production : Ealing Studios, Michael Balcon Productions
- Société de distribution : General Film Distributors
- Pays de production :  Royaume-Uni
- Langue originale : anglais
- Format : Noir et blanc  — 35 mm — 1,37:1 — son mono
- Genre : Film dramatique
- Durée : 95 minutes (1 h 25)
- Dates de sortie :
  - Royaume-Uni : 19 avril 1955
  - France : 14 octobre 1955

## Distribution
- Richard Attenborough : George Hoskins
- George Baker : Bill Randall
- Bill Owen : "Birdie" Dick
- Virginia McKenna : Helen Randall
- Roland Culver : Fordyce
- Bernard Lee : Sam Brewster, l'officier des douanes
- Ralph Truman : Sir Richard
- John Chandos : Raines
- Harold Goodwin : le second officier des douanes
- John Longden : l'inspecteur